# Championnat du Pérou de football 1970
Navigation
Saison précédente Saison suivante
La saison 1970 du Championnat du Pérou de football est la quarante-deuxième édition du championnat de première division au Pérou. Les quatorze clubs participants sont regroupés au sein d'une poule unique où ils s'affrontent deux fois au cours de la saison. À la fin de cette phase, les sept premiers disputent la poule pour le titre, les sept derniers la poule de relégation, qui voit les deux derniers être relégués et remplacés par le champion de Segunda Division et les trois premiers de la poule finale de Copa Perú afin de faire passer le championnat de 14 à 16 formations. 
C'est le Sporting Cristal qui remporte la compétition après avoir terminé en tête du classement final, avec un seul point d'avance sur le tenant du titre, Universitario de Deportes et six sur Defensor Arica. C'est le 4e titre de champion du Pérou de l'histoire du club.

## Les clubs participants
| - Alianza Lima - Sport Boys - Defensor Arica - Universitario de Deportes - Atlético Torino - Promu via la Copa Peru - Club Centro Deportivo Municipal - Juan Aurich | - Porvenir Miraflores - Carlos A. Mannucci - Sporting Cristal - Deportivo SIMA - Promu de Segunda Division - Defensor Lima - Atlético Grau - Octavio Espinosa |

## Compétition
Le barème utilisé pour établir les différents classements est le suivant :
- Première moitié de saison régulière :
  - Victoire : 2 points
  - Match nul : 1 point
  - Défaite, forfait ou abandon : 0 point
- Deuxième moitié de saison régulière et seconde phase :
  - Victoire : 4 points
  - Match nul : 2 points
  - Défaite, forfait ou abandon : 0 point

### Première phase

#### Classement
| Rang | Équipe                          | Pts | J  | G  | N  | P  | Bp | Bc | Diff |
| ---- | ------------------------------- | --- | -- | -- | -- | -- | -- | -- | ---- |
| 1    | Universitario de Deportes (T)   | 56  | 26 | 16 | 7  | 3  | 56 | 22 | +34  |
| 2    | Defensor Arica                  | 53  | 26 | 13 | 7  | 6  | 38 | 26 | +12  |
| 3    | Sporting Cristal                | 49  | 26 | 13 | 8  | 5  | 44 | 25 | +19  |
| 4    | Juan Aurich                     | 45  | 26 | 10 | 10 | 6  | 34 | 25 | +9   |
| 5    | Club Centro Deportivo Municipal | 44  | 26 | 10 | 9  | 7  | 32 | 31 | +1   |
| 6    | Octavio Espinosa                | 39  | 26 | 6  | 13 | 7  | 14 | 13 | +1   |
| 7    | Defensor Lima                   | 37  | 26 | 8  | 9  | 9  | 25 | 24 | +1   |
| 8    | Sport Boys                      | 36  | 26 | 8  | 7  | 11 | 31 | 38 | -7   |
| 9    | Alianza Lima                    | 34  | 26 | 8  | 8  | 10 | 44 | 40 | +4   |
| 10   | Porvenir Miraflores             | 33  | 26 | 6  | 10 | 10 | 32 | 41 | -9   |
| 11   | Carlos A. Mannucci              | 32  | 26 | 8  | 6  | 12 | 29 | 37 | -8   |
| 12   | Deportivo SIMA (P)              | 32  | 26 | 5  | 11 | 10 | 21 | 31 | -10  |
| 13   | Atlético Grau                   | 28  | 26 | 5  | 8  | 13 | 24 | 41 | -17  |
| 14   | Atlético Torino (P)             | 28  | 26 | 7  | 5  | 14 | 25 | 52 | -27  |

|  | Participation à la Liguilla                                                                |
|  | Participation à la poule de relégation                                                     |
|  | (T) : Tenant du titre (P) : Promu de Segunda Division En italique : Formations de province |

### Deuxième phase

#### Liguilla
Les clubs conservent l'ensemble de leurs résultats de première phase et rencontrent une nouvelle fois leurs adversaires de poule.
| Rang | Équipe                          | Pts | J  | G  | N  | P  | Bp | Bc | Diff |
| ---- | ------------------------------- | --- | -- | -- | -- | -- | -- | -- | ---- |
| 1    | Sporting Cristal                | 45  | 32 | 18 | 9  | 5  | 58 | 32 | +26  |
| 2    | Universitario de Deportes (T)   | 46  | 32 | 19 | 8  | 5  | 69 | 30 | +39  |
| 3    | Defensor Arica                  | 39  | 32 | 15 | 9  | 8  | 43 | 30 | +13  |
| 4    | Juan Aurich                     | 36  | 32 | 13 | 10 | 9  | 44 | 36 | +8   |
| 5    | Defensor Lima                   | 31  | 32 | 10 | 11 | 11 | 33 | 32 | +1   |
| 6    | Club Centro Deportivo Municipal | 31  | 32 | 11 | 9  | 12 | 37 | 44 | -7   |
| 7    | Octavio Espinosa                | 29  | 32 | 7  | 15 | 10 | 22 | 28 | -6   |

|  | Qualification pour la Copa Libertadores 1971               |
|  | (T) : Tenant du titre En italique : Formations de province |

#### Poule de relégation
Les clubs conservent l'ensemble de leurs résultats de première phase et rencontrent une nouvelle fois leurs adversaires de poule.
| Rang | Équipe              | Pts | J  | G  | N  | P  | Bp | Bc | Diff |
| ---- | ------------------- | --- | -- | -- | -- | -- | -- | -- | ---- |
| 1    | Sport Boys          | 30  | 32 | 10 | 10 | 12 | 41 | 48 | -7   |
| 2    | Alianza Lima        | 30  | 32 | 10 | 10 | 12 | 49 | 44 | +5   |
| 3    | Porvenir Miraflores | 28  | 32 | 8  | 12 | 12 | 39 | 49 | -10  |
| 4    | Atlético Torino (P) | 27  | 32 | 10 | 7  | 15 | 30 | 55 | -25  |
| 5    | Carlos A. Mannucci  | 27  | 32 | 9  | 9  | 14 | 37 | 44 | -7   |
| 6    | Deportivo SIMA (P)  | 25  | 32 | 5  | 15 | 12 | 27 | 41 | -14  |
| 7    | Atlético Grau       | 24  | 32 | 7  | 10 | 15 | 35 | 51 | -16  |

|  | Relégation directe en Segunda Division                               |
|  | (P) : Promu de Segunda Division En italique : Formations de province |

## Bilan de la saison
| Championnat du Pérou de football 1970 |                                    |
| Champion                              | Sporting Cristal (4e titre)        |
| Qualifications continentales          |                                    |
| Copa Libertadores 1971                | Sporting Cristal                   |
| Copa Libertadores 1971                | Universitario de Deportes          |
| Promotions et relégations             |                                    |
| Promus en Primera División            | AD Olímpico                        |
| Promus en Primera División            | FBC Melgar (via la Copa Peru)      |
| Promus en Primera División            | Unión Tumán (via la Copa Peru)     |
| Promus en Primera División            | José Gálvez FBC (via la Copa Peru) |
| Relégués en Segunda División          | Deportivo SIMA                     |
| Relégués en Segunda División          | Atlético Grau                      |